# Phare de Skarðsfjara
Le phare de Skarðsfjara est un phare situé au sud du Meðallandssandur, dans la région de Suðurland.